# علي بن حاتم بن أحمد
علي بن حاتم بن أحمد بن عمران اليامي هو الحاكم السابع والأخير للدولة الحاتمية الهمدانية، حكم في الفترة (1162 - 1174م)،  تولى الحكم خلفاً لوالده حاتم، وكان نهجه السياسي تجاه الإمامة الزيدية مغايراً تماماً لنهج أبيه، ودخلت العلاقات الحاتمية الزيدية طوراً جديداً واتسمت بالود والمؤازرة، غير أن سياسته السلمية لم تحول بينه وبين مواصلة التوسع، فمد نفوذه إلى المناطق الشمالية والشمالية الغربية، حتى انحصر نفوذ الإمام أحمد على صعدة فقط، فكان هذا أقصى توسع بلغته الدولة الحاتمية الهمدانية عبر تاريخها.